# Record portoghesi di atletica leggera
I record portoghesi di atletica leggera rappresentano le migliori prestazioni di atletica leggera stabilite dagli atleti di nazionalità portoghese e ratificate dalla Federação Portuguesa de Atletismo.

## Outdoor

### Maschili
| Evento               | Record | Atleta                                                                             | Data                       | Manifestazione                    | Luogo                  | Ref    | Video |
| -------------------- | --- | ---------------------------------------------------------------------------------- | -------------------------- | --------------------------------- | ---------------------- | ------ | ----- |
| 100 m                | 9.86 (+0.6 m/s) | Francis Obikwelu                                                                   | 22 agosto 2004             | Olympic Games                     | Athens, Greece         | [ 1 ]  |       |
| 200 m                | 20.01 (+1.6 m/s) | Francis Obikwelu                                                                   | 10 agosto 2006             | European Championships            | Gothenburg, Sweden     |        |       |
| 400 m                | 45.74 | Ricardo dos Santos                                                                 | 13 agosto 2014             | European Championships            | Zürich, Switzerland    | [ 2 ]  |       |
| 800 m                | 1:44.91 | Rui Silva                                                                          | 20 agosto 2002             | San Sebastián, Spain              |                        |        |       |
| 1500 m               | 3:30.07 | Rui Silva                                                                          | 19 luglio 2002             | Herculis                          | Fontvieille, Monaco    |        |       |
| Mile                 | 3:49.50 | Rui Silva                                                                          | 12 luglio 2002             | Golden Gala                       | Rome, Italy            |        |       |
| 2000 m               | 4:54.66 | Rui Silva                                                                          | 7 settembre 1999           | ISTAF                             | Berlin, Germany        | [ 3 ]  |       |
| 3000 m               | 7:39:69 | António Leitão                                                                     | 26 agosto 1983             | Memorial Van Damme                | Brussels, Belgium      |        |       |
| 5000 m               | 13:02.86 | António Pinto                                                                      | 12 agosto 1998             | Weltklasse Zürich                 | Zürich, Switzerland    |        |       |
| 10000 m              | 27:12.47 | António Pinto                                                                      | 30 luglio 1999             | DN Galan                          | Stockholm, Sweden      |        |       |
| 10 km (road)         | 28:11 | Fernando Mamede                                                                    | 2 giugno 1985              | London, United Kingdom            |                        |        |       |
| 15 km (road)         | 43:19 | Eduardo Henriques                                                                  | 7 novembre 1999            | Benavente, Portugal               |                        |        |       |
| 20000 m (track)      | 57:18.4 | Dionísio Castro                                                                    | 31 marzo 1990              | La Flèche, France                 |                        |        |       |
| 20 km (road)         | 57:54 | Domingos Castro                                                                    | 17 ottobre 1999            | Paris, France                     |                        |        |       |
| One hour             | 20942 m | Dionísio Castro                                                                    | 31 marzo 1990              | La Fleche, France                 |                        |        |       |
| Half marathon        | 1:00:56 | Luís Jesus                                                                         | 4 ottobre 1997             | World Half Marathon Championships | Košice, Slovakia       |        |       |
| Half marathon        | 59:43 a # | António Pinto                                                                      | 15 marzo 1998              | Lisbon, Portugal                  |                        |        |       |
| 30 km (road)         | 1:29:00 | António Pinto                                                                      | 14 aprile 2002             | London, United Kingdom            |                        |        |       |
| Marathon             | 2:06:36 | António Pinto                                                                      | 16 aprile 2000             | London Marathon                   | London, United Kingdom |        |       |
| 110 m hurdles        | 13.47 (+1.3 m/s) | João Almeida                                                                       | 8 luglio 2012              | Portuguese Championships          | Lisbon, Portugal       | [ 4 ]  |       |
| 400 m hurdles        | 48.77 | Pedro Rodrigues                                                                    | 10 agosto 1994             | European Championships            | Helsinki, Finland      |        |       |
| 400 m hurdles        | 48.77 | Carlos Silva                                                                       | 11 agosto 1999             | Weltklasse Zürich                 | Zürich, Switzerland    |        |       |
| 3000 m steeplechase  | 8:19.82 | Manuel Silva                                                                       | 27 luglio 2004             | DN Galan                          | Stockholm, Sweden      |        |       |
| High jump            | 2.23 m | Rafael Gonçalves                                                                   | 1º giugno 2007             | Leiria, Portugal                  |                        |        |       |
| Asta                 | 5.71 m | Diogo Ferreira                                                                     | 17 giugno 2017             | Lisbon, Portugal                  |                        |        |       |
| Long jump            | 8.36 m (+1.2 m/s) | Carlos Calado                                                                      | 20 giugno 1997             | Lisbon, Portugal                  |                        |        |       |
| Triple jump          | 17.74 m (+1.4 m/s) | Nelson Évora                                                                       | 27 agosto 2007             | World Championships               | Osaka, Japan           | [ 5 ]  |       |
| Shot put             | 21.06 m | Tsanko Arnaudov                                                                    | 17 maggio 2015             | Lisbon, Portugal                  | [ 6 ]                  |        |       |
| Discus throw         | 61.00 m | Jorge Grave                                                                        | 23 febbraio 2013           | Portuguese Championships          | Leiria, Portugal       | [ 7 ]  |       |
| Hammer throw         | 76.86 m | Vítor Costa                                                                        | 21 luglio 2004             | Reims, France                     |                        |        |       |
| Javelin throw        | 75.55 m | Tiago Aperta                                                                       | 18 marzo 2012              | European Cup Winter Throwing      | Bar, Montenegro        | [ 8 ]  |       |
| Decathlon            | 8213 pts | Mário Aníbal                                                                       | 30 giugno – 1º luglio 2001 | Kaunas, Lithuania                 |                        |        |       |
| Decathlon            | 10.96 (100 m), 7.23 m (long jump), 15.24 m (shot put), 2.01 m (high jump), 48.49 (400 m) / 14.80 (110 m hurdles), 48.33 m (discus), 4.80 m (pole vault), 54.55 m (javelin), 4:28.28 (1500 m) |                                                                                    |                            |                                   |                        |        |       |
| 10000 m walk (track) | 39:44.91 | João Vieira                                                                        | 30 luglio 2011             | Portuguese Championships          | Lisbon, Portugal       | [ 9 ]  |       |
| 20 km walk (road)    | 1:20:09 | João Vieira                                                                        | 8 agosto 2006              | European Championships            | Gothenburg, Sweden     |        |       |
| 50 km walk (road)    | 3:45:17 | João Vieira                                                                        | 4 marzo 2012               | Portuguese Championships          | Pontevedra, Portugal   | [ 10 ] |       |
| 4×100 m relay        | 38.65 | Portugal · Andre Costa · Francis Obikwelu · Arnaldo Abrantes · Yazaldes Nascimento | 1º agosto 2015             | Rieti, Italy                      | [ 11 ]                 |        |       |
| 4×400 m relay        | 3:05.48 | Portugal · Carlos Silva · Antonio Abrantes · Mario Reis · Pedro Rodrigues          | 3 settembre 1995           | Universiade                       | Fukuoka, Japan         |        |       |
| 4×400 m relay        | 3:05.14 # | Portugal · P. Curvelo · Filipe Lomba · Antonio Abrantes · A. Silva                 | 24 luglio 1988             | Mexico City, Mexico               |                        |        |       |

### Femminili
| Evento               | Record | Atleta                                                              | Data              | Manifestazione                            | Luogo                                | Ref           |
| -------------------- | --- | ------------------------------------------------------------------- | ----------------- | ----------------------------------------- | ------------------------------------ | ------------- |
| 100 m                | 11.30 (+0.1 m/s) | Lucrécia Jardim                                                     | 2 agosto 1997     | World Championships                       | Athens, Greece                       |               |
| 200 m                | 22.88 (-0.4 m/s) | Lucrécia Jardim                                                     | 31 luglio 1996    | Olympic Games                             | Atlanta, United States               |               |
| 400 m                | 51.92 | Carmo Tavares                                                       | 12 luglio 1999    | Palma de Mallorca, Spain                  |                                      |               |
| 800 m                | 1:58.94 | Carla Sacramento                                                    | 13 agosto 1997    | Weltklasse Zürich                         | Zürich, Switzerland                  |               |
| 1500 m               | 3:57.71 | Carla Sacramento                                                    | 8 agosto 1998     | Herculis                                  | Fontvieille, Monaco                  |               |
| 3000 m               | 8:30.22 | Carla Sacramento                                                    | 4 agosto 1999     | Herculis                                  | Fontvieille, Monaco                  |               |
| Two miles            | 9:22.89 | Jessica Augusto                                                     | 14 settembre 2007 | Memorial Van Damme                        | Brussels, Belgium                    |               |
| 5000 m               | 14:36.45 | Fernanda Ribeiro                                                    | 22 luglio 1995    | Hechtel-Eksel, Belgium                    |                                      |               |
| 5 km (road)          | 15:27.4 | Ana Dulce Félix                                                     | 22 maggio 2011    | Österreichischer dm Frauenlauf            | Vienna, Austria                      | [ 12 ] [ 13 ] |
| 10000 m              | 30:22.88 | Fernanda Ribeiro                                                    | 30 settembre 2000 | Olympic Games                             | Sydney, Australia                    |               |
| 10 km (road)         | 31:35 | Rosa Mota                                                           | 15 Feb 1987       | Ohme, Japan                               |                                      |               |
| 15 km (road)         | 48:20 | Aurora Cunha                                                        | 17 giugno 1990    | Portland, United States                   |                                      |               |
| One hour             | 18027 m x | Rosa Mota                                                           | 14 maggio 1983    | Lisbon, Portugal                          |                                      |               |
| 20000 m (track)      | 1:06:55.5 | Rosa Mota                                                           | 14 maggio 1983    | Lisbon, Portugal                          |                                      |               |
| 20 km (road)         | 1:08:09 | Albertina Dias                                                      | 16 ottobre 1994   | Paris, France                             |                                      |               |
| Half marathon        | 1:08:33 | Ana Dulce Félix                                                     | 20 marzo 2011     | Lisbon Half Marathon                      | Lisbon, Portugal                     | [ 14 ]        |
| 25 km (road)         | 1:25:46 | Rosa Mota                                                           | 7 maggio 1989     | Berlin 25K                                | Berlin, Germany                      |               |
| Marathon             | 2:23:29 | Rosa Mota                                                           | 20 ottobre 1985   | Chicago Marathon                          | Chicago, United States               |               |
| 100 m hurdles        | 13.14 (+2.0 m/s) | Isabel Abrantes                                                     | 13 agosto 2000    | Coimbra, Portugal                         |                                      |               |
| 400 m hurdles        | 55.22 | Vera Barbosa                                                        | 5 agosto 2012     | Olympic Games                             | London, United Kingdom               | [ 15 ]        |
| 3000 m steeplechase  | 9:18.54 | Jéssica Augusto                                                     | 10 giugno 2010    | Gran Premio de Andalucía                  | Huelva, Spain                        | [ 16 ]        |
| High jump            | 1.88 m | Sónia Carvalho                                                      | 3 giugno 2001     | Vila Real de Santo António, Portugal      |                                      |               |
| Pole vault           | 4.50 m | Maria Eleonor Tavares                                               | 29 luglio 2011    | French Championships                      | Albi, France                         | [ 17 ]        |
| Long jump            | 7.12 m (+1.3 m/s) | Naide Gomes                                                         | 29 luglio 2008    | Herculis                                  | Fontvieille, Monaco                  |               |
| Triple jump          | 14.52 m (+1.8 m/s) | Patrícia Mamona                                                     | 29 giugno 2012    | European Championships                    | Helsinki, Finland                    | [ 18 ]        |
| Shot put             | 17.18 m | Teresa Machado                                                      | 29 giugno 1996    | Lisbon, Portugal                          |                                      |               |
| Discus throw         | 65.40 m | Teresa Machado                                                      | 3 maggio 1998     | San Jacinto, United States                |                                      |               |
| Hammer throw         | 69.55 m | Vânia Silva                                                         | 29 maggio 2011    | European Champion Clubs Cup Group A       | Vila Real de Santo António, Portugal | [ 19 ] [ 20 ] |
| Javelin throw        | 59.76 m | Sílvia Cruz                                                         | 21 giugno 2008    | European Cup, First League, Group A       | Leiria, Portugal                     |               |
| Heptathlon           | 6230 pts | Naide Gomes                                                         | 15–16 luglio 2005 | Logroño, Spain                            |                                      |               |
| Heptathlon           | 13.54 (100 m hurdles), 1.79 m (high jump), 13.87 m (shot put), 24.87 (200 m) / 6.39 m (long jump), 41.66 m (javelin), 2:17.00 (800 m) |                                                                     |                   |                                           |                                      |               |
| 10000 m walk (track) | 43:08.17 | Ana Cabecinha                                                       | 19 luglio 2008    | Seixal, Portugal                          |                                      |               |
| 20 km walk (road)    | 1:27:46 | Ana Cabecinha                                                       | 21 agosto 2008    | Olympic Games                             | Beijing, PR China                    | [ 21 ]        |
| 4x100 m relay        | 44.70 | Portogallo Eva Vital Naide Gomes Carla Tavares Sónia Tavares        | 20 giugno 2009    | European Team Championships, Super League | Leiria, Portugal                     |               |
| 4x400 m relay        | 3:29.38 | Portogallo Marta Moreira Lucrécia Jardim Elsa Amaral Eduarda Coelho | 7 agosto 1992     | Olympic Games                             | Barcelona, Spain                     |               |

## Indoor

### Maschili
| Evento        | Record | Atleta                                                                       | Data                | Manifestazione             | Luogo                      | Ref           |
| ------------- | --- | ---------------------------------------------------------------------------- | ------------------- | -------------------------- | -------------------------- | ------------- |
| 50 m          | 5.79+ | Francis Obikwelu                                                             | 28 febbraio 2004    | Meeting Pas de Calais      | Liévin, France             |               |
| 60 m          | 6.53 | Francis Obikwelu                                                             | 6 marzo 2011        | European Championships     | Paris, France              | [ 22 ] [ 23 ] |
| 200 m         | 21.02 | Arnaldo Abrantes                                                             | 15 febbraio 2009    | Pombal, Portugal           |                            |               |
| 400 m         | 46.80 | Carlos Silva                                                                 | 18 febbraio 1998    | Genoa, Italy               |                            |               |
| 800 m         | 1:46.40 | Rui Silva                                                                    | 19 febbraio 1999    | Ghent, Belgium             |                            |               |
| 1500 m        | 3:34.99 | Rui Silva                                                                    | 7 marzo 1999        | World Championships        | Maebashi, Japan            |               |
| Mile          | 3:52.18 | Rui Silva                                                                    | 15 febbraio 2001    | XL Galan                   | Stockholm, Sweden          |               |
| 3000 m        | 7:39.44 | Rui Silva                                                                    | 6 febbraio 2000     | Sparkassen Cup             | Stuttgart, Germany         |               |
| 5000 m        | 13:41.93 | Rui Silva                                                                    | 19 febbraio 2011    | Aviva Indoor Grand Prix    | Birmingham, United Kingdom | [ 24 ] [ 25 ] |
| 60 m hurdles  | 7.66 | Rasul Dabó                                                                   | 28 febbraio 2014    | Moselle Athleror Meet      | Metz, France               | [ 26 ]        |
| 60 m hurdles  | 7.66 | João Almeida                                                                 | 6 marzo 2015        | European Championships     | Prague, Czech Republic     | [ 27 ]        |
| High jump     | 2.21 m | Paulo Gonçalves                                                              | 2 marzo 2008        | Pombal, Portugal           |                            |               |
| Pole vault    | 5.70 m | Edi Maia                                                                     | 18 gennaio 2014     | Orléans, France            | [ 28 ]                     |               |
| Long jump     | 8.22 m | Carlos Calado                                                                | 26 gennaio 2002     | Espinho, Portugal          |                            |               |
| Triple jump   | 17.46 m | Pedro Pichardo                                                               | 18 marzo 2022       | Campionati mondiali indoor | Belgrado, Serbia           |               |
| Shot put      | 20.77 m | Marco Fortes                                                                 | 8 febbraio 2012     | Pedro's Cup                | Bydgoszcz, Poland          | [ 29 ]        |
| Heptathlon    | 5930 pts | Mário Aníbal                                                                 | 25–26 febbraio 2000 | European Championships     | Ghent, Belgium             |               |
| Heptathlon    | 7.06 (60 m), 7.03 m (long jump), 15.39 m (shot put), 1.98 m (high jump) / 8.24 (60 m hurdles), 4.90 m (pole vault), 2:42.35 (1000 m) |                                                                              |                     |                            |                            |               |
| 5000 m walk   | 18:52.25 | José Urbano                                                                  | 22 febbraio 1992    | Braga, Portugal            |                            |               |
| 4x200 m relay | 1:27.66 | Sporting Club Porto Tiago Angelino Paulo Neves Edivaldo Monteiro Vitor Jorge | 6 febbraio 1999     | Espinho, Portugal          |                            |               |
| 4x400 m relay | 3:14.86 | Sporting Club Porto Vitor Jorge Edivaldo Monteiro Carlos Silva Vitor Moreno  | 2 febbraio 2003     | Pombal, Portugal           |                            |               |

### Femminili
| Evento        | Record                                                                                           | Atleta                                                                                    | Data             | Manifestazione                | Luogo                      | Ref    |
| ------------- | ------------------------------------------------------------------------------------------------ | ----------------------------------------------------------------------------------------- | ---------------- | ----------------------------- | -------------------------- | ------ |
| 60 m          | 7.25                                                                                             | Lucrécia Jardim                                                                           | 7 febbraio 1998  | Espinho, Portugal             |                            |        |
| 200 m         | 23.21                                                                                            | Lucrécia Jardim                                                                           | 28 febbraio 1998 | European Championships        | Valencia, Spain            |        |
| 400 m         | 52.77                                                                                            | Carmo Tavares                                                                             | 18 febbraio 1998 | Genoa, Italy                  |                            |        |
| 800 m         | 2:00.81                                                                                          | Carla Sacramento                                                                          | 17 febbraio 1995 | Seville, Spain                |                            |        |
| 1500 m        | 4:04.11                                                                                          | Carla Sacramento                                                                          | 25 febbraio 2001 | Meeting Pas de Calais         | Liévin, France             |        |
| 2000 m        | 5:37.34                                                                                          | Fernanda Ribeiro                                                                          | 28 febbraio 1996 | Valencia, Spain               |                            |        |
| 3000 m        | 8:36.79                                                                                          | Carla Sacramento                                                                          | 17 febbraio 2002 | AVIVA Indoor Grand Prix       | Birmingham, United Kingdom |        |
| Two miles     | 9:19.39                                                                                          | Jéssica Augusto                                                                           | 20 febbraio 2010 | AVIVA Indoor Grand Prix       | Birmingham, United Kingdom | [ 30 ] |
| 5000 m        | 15:06.52                                                                                         | Fernanda Ribeiro                                                                          | 7 febbraio 1996  | Russian Winter Meeting        | Moscow, Russia             |        |
| 60 m hurdles  | 8.08                                                                                             | Isabel Abrantes                                                                           | 17 febbraio 2001 | Espinho, Portugal             |                            |        |
| High jump     | 1.88 m                                                                                           | Naide Gomes                                                                               | 5 marzo 2004     | World Championships           | Budapest, Hungary          | [ 32 ] |
| Pole vault    | 4.44 m                                                                                           | Maria Eleonor Tavares                                                                     | 16 febbraio 2014 | Portuguese Championships      | Pombal, Portugal           | [ 33 ] |
| Long jump     | 7.00 m                                                                                           | Naide Gomes                                                                               | 9 marzo 2008     | World Championships           | Valencia, Spain            | [ 34 ] |
| Triple jump   | 14.36 m                                                                                          | Patrícia Mamona                                                                           | 22 febbraio 2014 | Portuguese Club Championships | Pombal, Portugal           | [ 35 ] |
| Shot put      | 20,46 m                                                                                          | Auriol Dongmo                                                                             | 18 marzo 2022    | Campionati mondiali indoor    | Belgrado, Serbia           |        |
| Discus throw  | 55.35 m                                                                                          | Liliana Cà                                                                                | 12 marzo 2011    | World Indoor Throwing         | Växjö, Sweden              | [ 36 ] |
| Pentathlon    | 4759 pts                                                                                         | Naide Gomes                                                                               | 5 marzo 2004     | World Championships           | Budapest, Hungary          | [ 37 ] |
| Pentathlon    | 8.48 (60 m hurdles), 1.88 m (high jump), 15.08 m (shot put), 6.45 m (long jump), 2:21.69 (800 m) |                                                                                           |                  |                               |                            |        |
| 3000 m walk   | 12:17.93                                                                                         | Ana Cabecinha                                                                             | 14 febbraio 2015 | Portuguese Championships      | Pombal, Portugal           | [ 38 ] |
| 4×200 m relay | 1:39.60                                                                                          | Sporting Club Porto Sandra Almeida Natália Moura Patricia Rebelo Maria do Carmo Tavares   | 29 gennaio 2000  | Espinho, Portugal             |                            |        |
| 4×400 m relay | 3:42.60                                                                                          | Sporting Club Porto Carla Tavares Joceline Monteiro Maria do Carmo Tavares Patricia Lopes | 15 febbraio 2009 | Pombal, Portugal              |                            |        |